# Federación Sanmarinense de Fútbol
La Federación Sanmarinense de Fútbol (en italiano: Federazione Sammarinese Giuoco Calcio) (FSGC) es el organismo rector del fútbol en San Marino, con base en la Ciudad de San Marino. Fue fundada en 1931 y desde 1988 está afiliada a la FIFA y a la UEFA. Se encarga de la organización de la Liga y la Copa de San Marino, así como los partidos de la Selección de fútbol de San Marino en sus distintas categorías. La Liga de San Marino es una liga aficionada.
La federación también ayudó en la formación del club San Marino Calcio, que juega en la Serie D, la cuarta división del fútbol italiano.